# Konrad Dannenberg

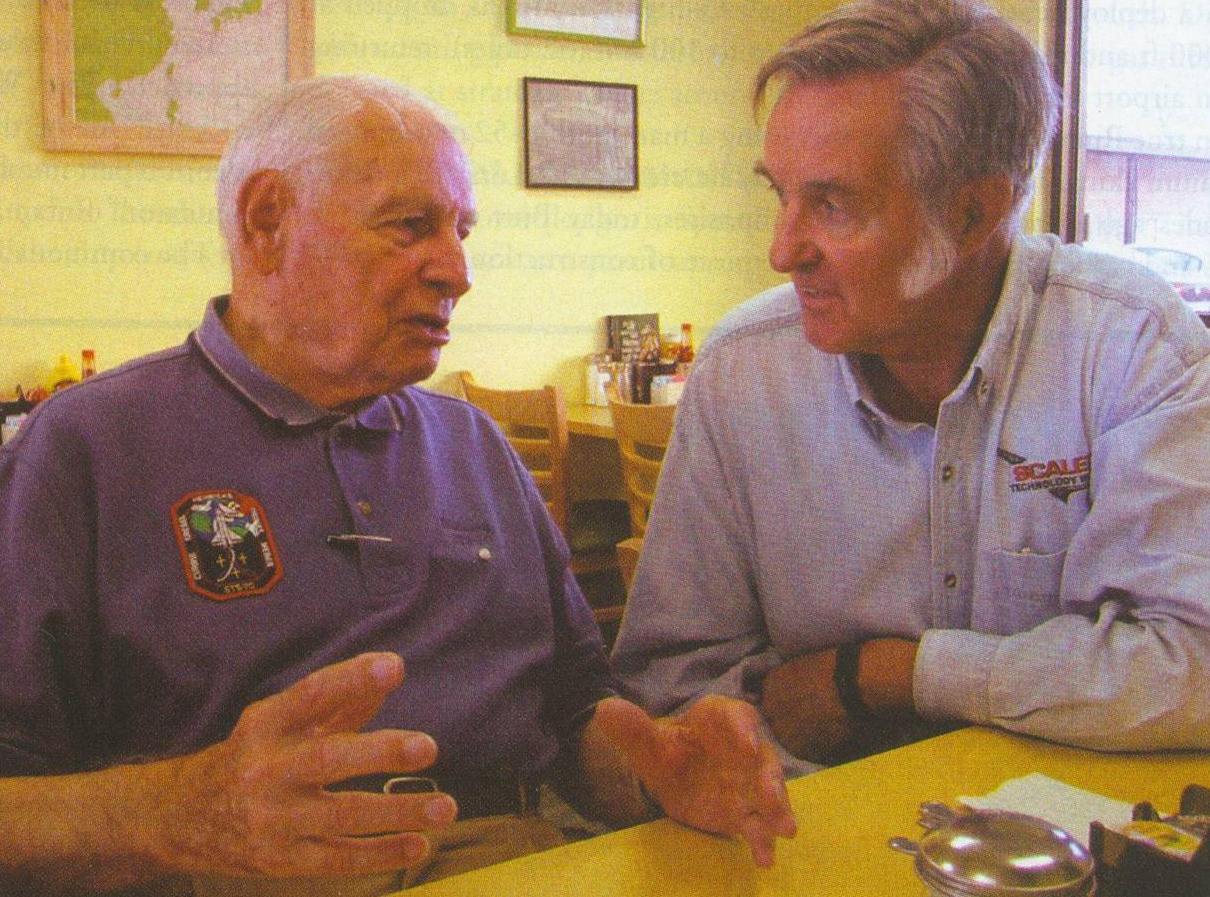
Konrad Dannenberg en Burt Rutan

Konrad Dannenberg (Weißenfels, 5 augustus 1912 - Huntsville (Alabama), 16 februari 2009) was een Duits-Amerikaanse raketpionier die belangrijke bijgedragen geleverd heeft aan de ontwikkeling van de door de nazi's gesponsorde V2 en, na de oorlog, aan de Saturnus V maanraket. 

## Leven

### Nazi-Duitsland
Dannenberg werd geboren in het Saksische Weißenfels en zijn interesse in de ruimtevaart werd gewekt bij een voordracht in Hannover door Walter Thiel. Hij studeerde af in machinebouw aan de Leibniz-Universiteit Hannover en hield zich daar al bezig met voortstuwingstechnieken. In 1931 ging hij aan de slag bij Gesellschaft für Raketenforschung – Gruppe Hannover (GEFRA) onder leiding van Albert Püllenberg. In 1932 werd Dannenberg lid van de NSDAP en van 1939 tot 1940 werd hij ingelijfd bij de Wehrmacht en ingezet bij het begin van de oorlog. In 1940 werd hij, dankzij bemiddeling van Püllenberg, aangesteld bij het raketten team van de Wehrmacht in Peenemünde onder leiding van Thiel. Daar werkte hij voornamelijk in het team van Wernher von Braun aan de A-4-raket, later berucht geworden als de V2. Nadat Thiel was omgekomen (1943) bij een luchtaanval (Operation Hydra) op Peenemünde werd Walter Riedel zijn plaatsvervanger en Dannenberg diens reserve.

### Naar Amerika
Na de oorlog in 1945 ging Dannenberg, samen met 117 andere ex-nazi-ingenieurs waaronder ook Wernher von Braun, naar de Verenigde Staten in het kader van de operaties Overcast en Paperclip. Eerst naar Fort Bliss, Texas, later naar Huntsville. Daar werkte hij als eerste aan de motoren voor de PGM-11 Redstone, een ballistische raket voor korte afstand, en vervolgens aan de motoren van de PGM-19 Jupiter, een ballistische raket voor middellange afstand. In 1954 werd hij tot Amerikaan genaturaliseerd. Danneberg werkte in 1960 voor Von Braun aan de ontwikkeling van de Saturnus V die essentieel was voor het Apolloprogramma. In 1973 ging Dannenberg met pensioen en kreeg een hoge onderscheiding. Maar ook na zijn pensioen bleef Dannenberg actief als professor in de ruimtevaarttechniek aan de Universiteit van Tennessee. Hij overleed in 2009.